# Bæjarháls
Bæjarháls är en kulle i republiken Island. Den ligger i regionen Västlandet, i den västra delen av landet, 90 km norr om huvudstaden Reykjavík. Toppen på Bæjarháls är 324 meter över havet.
Trakten runt Bæjarháls är nära nog obefolkad, med mindre än två invånare per kvadratkilometer. Närmaste större samhälle är Búðardalur, 14,3 km norr om Bæjarháls. Trakten runt Bæjarháls består i huvudsak av gräsmarker.